# Leonardův kabinet
Leonardův kabinet (2006) je povídková kniha nakladatelství Listen z edice Česká povídka (svazek 12 nebo 13 – v ediční poznámce je uvedeno 13). Obsahuje 7 povídek různých českých spisovatelů, společným tématem jsou různé záhady a tajemství. Veronika Huťková v tomto souboru knižně debutuje.
Na titulu knihy je použita litografie Josefa Palečka.

## Povídky
- Petr Šabach – Student okouzlený Márquezem
- Jiří Hájíček – Blata
- Věra Nosková – Střepy v popelu
- Jiří Kratochvil – Růže pro Hitchcocka
- Veronika Huťková – Plody mandragory
- Anna Cermanová – Leonardův kabinet (povídka je uvedena citáty z próz Mramorový faun Nathaniela Hawthornea a Berenice Edgara Allana Poea)
- David Jan Žák – Jack!

## Nakladatelské údaje
- Leonardův kabinet, Listen, Jihlava, 2006 ISBN 80-86526-23-2